# Sabaria likianga
Sabaria likianga är en fjärilsart som beskrevs av Eugen Wehrli. Sabaria likianga ingår i släktet Sabaria och familjen mätare. Inga underarter finns listade.